# 格倫·莫里斯
格倫·莫里斯（英語：Glenn Morris，1912年6月18日—1974年1月31日）是美國的田徑運動員，在1936年夏季奧林匹克運動會贏得十項全能的金牌。与此同时，他創下世界及奧運新記錄。

## 早年生活
格倫在美國科羅拉多州小鎮西姆拉的一個農場中長大，在家中七個小孩中排行第二。他是一個天生的田徑運動員，在學校的220米跨欄記錄保持了40年之久。他在1930年入讀科羅拉多農業學院（科羅拉多州立大學的前身），主修經濟學和社會學。1934年畢業後，任職汽車銷售員和田徑隊副教練，至1936年的兩年內一直以參加十項全能奧運比賽為訓練目標。

## 職業生涯
格倫在1936年美國奧運隊遴選賽中以7,880分首度打破了十項全能的世界記錄，獲《新聞週刊》評為「全國新鐵人」（the nation's new Iron Man）。他在柏林奧運再次打破自己的記錄，得到7,900的積分。據報希特勒緊張到全程沒有離開過座椅，德國更加以5萬美元的酬勞，希望他留下為他們拍電影。格倫最終還是婉拒了。
回國後，他獲頒發詹姆斯·E·沙利文獎，紐約市為他舉辦了巡遊，科羅拉多州亦舉州慶祝。隨後，他晉身娛樂圈，在1938年電影《泰山的復仇》中飾演男主角，成為第四位飾演泰山的奧運運動員。
第二次世界大戰期間，他加入了美國海軍，在太平洋服役，指揮兩棲突擊登陸艦。據報曾經受傷，並需要在海軍醫院接受創傷後心理壓力緊張綜合症的治療。

## 晚年生活
退役後，他曾經從事建築工作，為美國原子能委員會當鋼材裝配工人。他於1974年在加利福尼亞州帕羅奧圖的退伍軍人醫院因充血性心臟衰竭去世，終年62歲。

## 文獻
- Riefenstahl, Leni, Leni Riefenstahl, Picador, 1995

## 外部連結
| 紀錄                        | 紀錄                                                    | 紀錄                 |
| --------------------------- | ------------------------------------------------------- | -------------------- |
| 前任： 漢斯-海因里希·希沃特 | 男子十項全能世界記錄保持者 1936年8月8日 – 1950年6月30日 | 繼任： 鮑勃·馬蒂亞斯 |